# Liu Yichang
Liu Yichang (劉以鬯), (Shanghai, 7 de dezembro de 1918 - Hong Kong, 8 de junho de 2018) foi um escritor chines.

## Carreira
Uma de seus mais notáveis novelas de monólogo interior: Interseção (對倒) inspirou Desejando amar de Wong Kar Wai.

### Morte
Morreu em 8 de junho de 2018, aos 99 anos, em Hong Kong, na China.